# 正港分局
《正港分局》是金盞花大影業於2024年推出的臺灣犯罪喜劇影集，為2023年電影《關於我和鬼變成家人的那件事》的衍生作品，由程偉豪與殷振豪共同執導，兩人與《池塘怪談》的周汶儒共同執筆劇本，許光漢、王淨、馬念先及陳彥佐等電影原班人馬主演。影集延續電影喜劇、動作及警匪等元素，劇情從電影延伸，描述「正港分局」裡的一群拐瓜劣棗的警員，攜手偵辦荒謬的連續殺人案，在過程中遭遇危險、搞笑又驚悚的故事。Netflix於2024年8月22日正式上線全集。

## 製作

### 背景
文化部影視及流行音樂產業局於2022年11月22日發布當年度戲劇類獲補助名單，其中包含金盞花大影業製作的《正港分局》，而正港分局即是電影中吳明翰與林子晴隸屬的警局。監製金百倫於2023年5月至韓國進行電影《關於我和鬼變成家人的那件事》宣傳時接受媒體專訪，表示續集正在製作中，影集的故事會有所不同，並以相同的世界觀發展，吳明翰作為警察的角色相當重要，要再次解決新的案件。她分享本劇的創作契機，在電影拍攝時感受到演員之間的化學反應，一群辦案能力兩光的警員們，認真推理卻老是搞錯重點，這讓主創團隊很有感地興起延伸宇宙的想法。導演程偉豪也表示電影在拍攝警局戲份時，覺得這群噗嚨共的正港小隊很有趣，很適合拍成另一種荒謬喜劇，將犯罪喜劇加入懸疑、推理等元素，以不那麼認真嚴肅的方式呈現，最終產生這部影集。在前作電影中飾演毛毛的林柏宏是否出演影集引發討論，導演程偉豪表示在電影中吳明翰已經為毛毛完成遺願，不但找到肇事兇手、也解開與爸爸的心結，最後祂化為光點離開人間，這是他們在創作毛毛這個角色時能想到最圓滿的結局，於是他們創作影集時，將時間線設定在吳明翰出院回到警局之後，因此毛毛才沒有回歸。
影集以正港分局中一群性格獨特又鮮明、不靠譜的烏龍警員，一同協力偵辦一樁「寫錯成語就有可能被殺」的連續殺人案「成語殺人事件」，而殺人手法荒謬又獵奇。監製金百倫表示創作時在成語設計和行凶手法上花費許多心血，劇中可看見許多關於成語的巧思，透過設定與呈現讓劇情更顯張力。導演程偉豪表示這次拍攝犯罪喜劇，一定要加入連續殺人案，並且殺人動機也要非常荒唐。導演殷振豪表示在創作時致力於將犯罪喜劇結合荒謬至極的故事，讓觀眾能從其中反思語言的重要性。劇中正港小隊的辦案過程和日常互動都相當胡鬧與搞笑，許光漢說整部影集真的非常荒謬，不用把這個分局看得太認真，當這個集結拐瓜劣棗的小隊聚在一起就變會成很強的團隊。
隨身遊戲公司董事長黃惠玲表示一直想與戲劇進行跨界合作，曾與許多製作公司接觸，在一次透過導演殷振豪牽線認識監製金百倫與導演程偉豪，正好隨身遊戲考慮拍攝警察相關故事，和本劇的題材相近，雙方在商談後達成合作，決定讓旗下節目《木曜4超玩》主持群加入演出。殷振豪表示和一群有喜劇功底的演員一起工作非常快樂，他們能發揮喜感讓劇本的文字變得更有趣。

### 演員

#### 主要演員
- 許光漢飾演吳明翰，正港分局刑事偵查一隊警員，在破獲林孝遠案後回歸分局[2]。許光漢表示影集中的動作戲和車戲尺度更加升級，吳明翰仍維持鋼鐵直男的性格，雖然在經歷電影的故事後有所成長，但仍有許多不懂事和冒犯他人的部分，他時常看不下去吳明翰的中二態度而握緊拳頭表演[6][7]。導演程偉豪表示他很喜歡吳明翰隱藏在內心深處溫暖的本質，而許光漢有深度地表現了出來，他表示許光漢本人是一個安靜和有禮貌的人，但一上戲就能立刻變成吳明翰[10]。
- 王淨飾演林子晴，正港分局刑事偵查一隊新任小隊長，在破獲林孝遠案後回歸分局[2]。王淨表示影集解釋了林子晴在電影結局的後續，為呈現角色講話具有邏輯、氣勢咄咄逼人的樣貌，現實中自認講話太快會結巴的她特別訓練語速。她認為這次影集中最大的挑戰是動作戲，因此為了特定場次接受多次的武術訓練[6][7]。她在片中有與許光漢像是野狗互吠的對罵橋段，她透露自己不是會吵架的人，自認因外型讓人以為劇中的小辣椒形象是本色演出，但實際並非如此[11]。
- 馬念先飾演張永康，正港分局新任分局長，曾是巴西柔術冠軍，在破獲林孝遠案升職後熱衷於學習泡茶[2]。馬念先表示一直對於荒謬的劇本很有興趣，很高興繼電影後回歸出演影集，此次他被監製認為是從影以來最放鬆的演出。他自認與角色性格很相似，屬於好好先生的類型，沒有強烈的攻擊性，覺得很多事情這樣就好[6][7]。
- 陳彥佐飾演羅偉倫，綽號小胖，正港分局刑事偵查一隊警員，總是邊查案邊吃[3]。陳彥佐表示能回歸演出影集感到非常幸福，他在拍攝電影時非常緊張，這次抱持著輕鬆和大家玩樂的心情參與。他透露劇組提供的食物和飲料都很好吃，他在拍攝時差點把道具食物吃光，所幸在殺青後透過飲食控制瘦身15公斤[6][7]。
- 黄路梓茵飾演李淑芬，正港分局刑事偵查一隊偵查員，精通蝴蝶刀，擅長分析十六型人格的犯罪側寫師[6]。Lulu曾與導演殷振豪合作電影《當男人戀愛時》[6]，她表示很開心和榮幸能成為正港小隊的一員，在做角色功課時閱讀許多關於情緒、心理的書籍。李淑芬的復古造型也讓她覺得很自在和熟悉，像看到出道時的自己[6][7]。
- 黃奇斌飾演黃紹年，正港分局刑事偵查一隊偵查員，精通泰拳，長期臥底緝毒卻意外染毒而努力戒毒[6]。黃奇斌所屬樂團茄子蛋曾與導演殷振豪合作電影《當男人戀愛時》主題曲，這是他首次跨界參與戲劇演出，在心態上有脫胎換骨的感覺，他為角色做了許多準備，接受持槍姿勢、格鬥等訓練，覺得過程很不容易也很過癮[6]。
- 林鶴軒飾演法醫，協助正港小隊辦案，說話經常結巴、有表達困難，是茂木由美的熱血粉絲[6]。大鶴曾與導演程偉豪合作影集《池塘怪談》，繼在電影特別演出後回歸影集，這次他演出平時性格內向、私下是地下偶像狂熱粉絲的反差角色，他認為最大的挑戰是跳應援舞，在拍攝時喊應援喊到燒聲[6]。

#### 特別演出
| - 邰智源飾演徐水源，二十年前因犯下「成語連續殺人案」被捕，被媒體稱為「成魔」。 - 謝坤達飾演謝正達，外表不修邊幅的宅男外送員，是茂木由美的粉絲後援會會長。 - 林柏昇飾演林白生，茂木由美的經紀人，是個奸詐又貪圖利益的人。 - 阿部瑪利亞飾演茂木由美，日本地下偶像，開朗的外表下隱藏著雙面性格。 - 黃宣飾演黃仙，風靡萬千女學生的國文補教名師。 - 溫妮飾演黃小茵，黃仙的妹妹，性格火爆的外送員。 - 泱泱飾演劉睦婷，愛講流行語的資優高中生。 | - 楊祐寧飾演年輕水源，任教於正道補習班的國文補教名師。 - 鍾欣凌飾演周欣寧，愛搶功勞的警政署副署長。 - 劉紀範飾演年輕欣寧，在二十年前帶隊逮捕徐水源。 - 楊麗音飾演補習班主任，正道補習班的主任、徐水源的上司。 - 蕭東意飾演牛排店服務生，黃仙與劉睦婷至其上班的餐廳用餐。 - 朱宥丞飾演童年黃仙，曾在徐水源任教的正道補習班擔任板弟。 - 陳昭妃飾演童年黃小茵，被水源認為比哥哥黃仙更加優秀。 |

### 拍攝
影集於2022年11月進行主體拍攝，由程偉豪與殷振豪以「雙導演」方式執導，從劇本開發到拍攝都由兩人合作完成，擅長懸疑敘事的程偉豪負責大量劇情線索與群戲的鋪陳，殷振豪則負責讓故事更「台化」，加入許多有趣搞笑的情節和奇怪的角色。影集在電影《關於我和鬼變成家人的那件事》上映前即完成拍攝，監製金百倫表示在該電影後製時期，覺得這些元素設定可以自然地延伸出更多故事，對她來說是一定要完成的事情。金百倫透露在演員們進行電影後期配音時，便邀請他們演出影集，最終成功協調所有演員的檔期，劇本編寫和實際拍攝由於時間緊迫同步進行，她認為如果不在當時開拍，便很難再湊齊這些演員，且等到作品上線時也錯過了延續電影熱度的時機。
監製金百倫接受專訪時表示，在開拍前劇本和演員雖已敲定，卻在與播放平台接觸時卻碰上難關，提案後被難以想像劇本題材內容、擅長懸疑驚悚的程偉豪導演如何拍攝喜劇等理由屢次回絕，這讓她備感挫折，她認為《正港分局》輕鬆又獵奇的題材是目前市場所缺少的，而且演員也是一時之選，延期開拍對她來說也無法解決問題。因爲團隊非常喜愛這個故事，於是在面臨資金不足、大環境改變等困境，在不傷害內容的原則下，她與團隊找尋填補資金缺口的來源，全員傾注心力跌宕驚險的完成這部作品。之後他們做足準備將拍攝完成的正片再次提案，前作電影《關於我和鬼變成家人的那件事》上映後也獲得口碑與證明，最終順利與Netflix達成合作。
導演程偉豪憑著想嘗試拍攝犯罪推理喜劇的熱忱，耗費三個月即完成劇本，拍攝歷時45天即殺青，在前作電影還未上映、觀眾反應和票房均未知的情況下完成這部衍生作品。他對於喜劇和懸疑的拿捏全憑直覺去探索，即使提心吊膽、面對質疑也只能相信自己，因為很想知道觀眾對作品的反應，成為了他的創作動力，以類型片為出發點，在懸疑故事中加入諷刺、喜劇等元素，嘗試許多臺灣少見的類型。監製金百倫表示現代人因口語方便簡化許多詞語，反而忽略教育和文字的重要性，因此「如何幽默解釋語言的美好」成為本片的拍攝重點。她表示在現今臺灣的市場下，製作一部少見的混類型作品實屬不易，但她設想將這些前作電影中的角色續命，繼續以「每季影集的不同主題」去經歷各式各樣的人事物，及呈現角色的不同面向，而「成語殺人事件」為主題之一，透露影集在未來的可能性，她認為「即使不符合市場邏輯，卻也值得一試」。
影集的車戲與前作電影同樣在虛擬攝影棚進行拍攝，除了能克服日夜和時間的限制，也能保障拍攝安全。由於臺灣的虛擬製作技術仍處於嘗試階段，因此景觀素材、演員表演和現場實景如何與螢幕效果搭配，都須靠製作團隊的知識和技術來補足達成統合。此次影集的飛車追逐戲難度更加提升，許光漢須從車內演到車外，依照指令想像在車體上左右甩動，並兼顧與車內的邰智源對戲。

### 原聲帶
影集原聲帶由何樂音樂於2024年8月27日在各大數位音樂平臺正式發行，由曾參與前作電影《關於我和鬼變成家人的那件事》的K6 劉家凱再度操刀配樂製作。原聲帶除了收錄影集配樂，亦特別收錄由馬念先創作及演唱、導演程偉豪參與填詞的片頭曲〈Catch Me Hunt Me〉，以及阿部瑪利亞飾演的茂木由美演唱的角色歌〈射吧！我的弓〉、阿根廷音樂家明馬丁參與鋼琴與手風琴演奏的〈Tango with Me〉兩首Bonus Track。
| 曲序     | 曲目                 | 演唱       | 备注                                     | 时长  |
| -------- | -------------------- | ---------- | ---------------------------------------- | ----- |
| 1.       | Let's Go, GG         |            | 片尾曲 · 純音樂                          | 3:51  |
| 2.       | Catch Me Hunt Me     | 馬念先     | 片頭曲 · 詞曲編：馬念先 · 程偉豪參與作詞 | 3:46  |
| 3.       | What a Chill Day     |            | 配樂                                     | 1:38  |
| 4.       | GG Detectives        |            | 配樂                                     | 0:46  |
| 5.       | Flashback of Crime   |            | 配樂                                     | 1:37  |
| 6.       | Lesson 1             |            | 配樂                                     | 1:26  |
| 7.       | GG Interagation      |            | 配樂                                     | 1:38  |
| 8.       | GG Investigation 1   |            | 配樂                                     | 0:55  |
| 9.       | The Chase 1          |            | 配樂                                     | 1:44  |
| 10.      | Ming Han's Searching |            | 配樂                                     | 0:36  |
| 11.      | The Case 1           |            | 配樂                                     | 1:35  |
| 12.      | Missing U            |            | 配樂                                     | 1:03  |
| 13.      | Lesson 2             |            | 配樂                                     | 1:58  |
| 14.      | The Case 2           |            | 配樂                                     | 1:11  |
| 15.      | Face Off             |            | 配樂                                     | 1:01  |
| 16.      | GG Investigation 2   |            | 配樂                                     | 1:03  |
| 17.      | All About U          |            | 配樂                                     | 2:28  |
| 18.      | Lesson 3             |            | 配樂                                     | 4:42  |
| 19.      | The Fight            |            | 配樂                                     | 2:24  |
| 20.      | Lonely Eagle         |            | 配樂                                     | 2:20  |
| 21.      | GG了                 |            | 配樂                                     | 0:37  |
| 22.      | GG Investigation 3   |            | 配樂                                     | 1:29  |
| 23.      | Breakthrough         |            | 配樂                                     | 0:55  |
| 24.      | Chaos                |            | 配樂                                     | 0:50  |
| 25.      | The Chase 2          |            | 配樂                                     | 1:06  |
| 26.      | Lesson 4             |            | 配樂                                     | 3:36  |
| 27.      | Memory               |            | 配樂                                     | 1:38  |
| 28.      | 射吧！我的弓         | 阿部瑪利亞 | 配樂 · 作詞：孫惟傑                      | 1:03  |
| 29.      | Tango with Me        |            | 配樂 ft. 明馬丁                          | 1:37  |
| 总时长： | 总时长：             | 总时长：   | 总时长：                                 | 50:44 |

## 分集列表
| 集數 | 標題   | 上線日期      | 時長   |
| ---- | ------ | ------------- | ------ |
| 1    | 第一集 | 2024年8月22日 | 41分鐘 |
| 2    | 第二集 | 2024年8月22日 | 38分鐘 |
| 3    | 第三集 | 2024年8月22日 | 50分鐘 |
| 4    | 第四集 | 2024年8月22日 | 41分鐘 |
| 5    | 第五集 | 2024年8月22日 | 43分鐘 |
| 6    | 第六集 | 2024年8月22日 | 43分鐘 |

## 發行

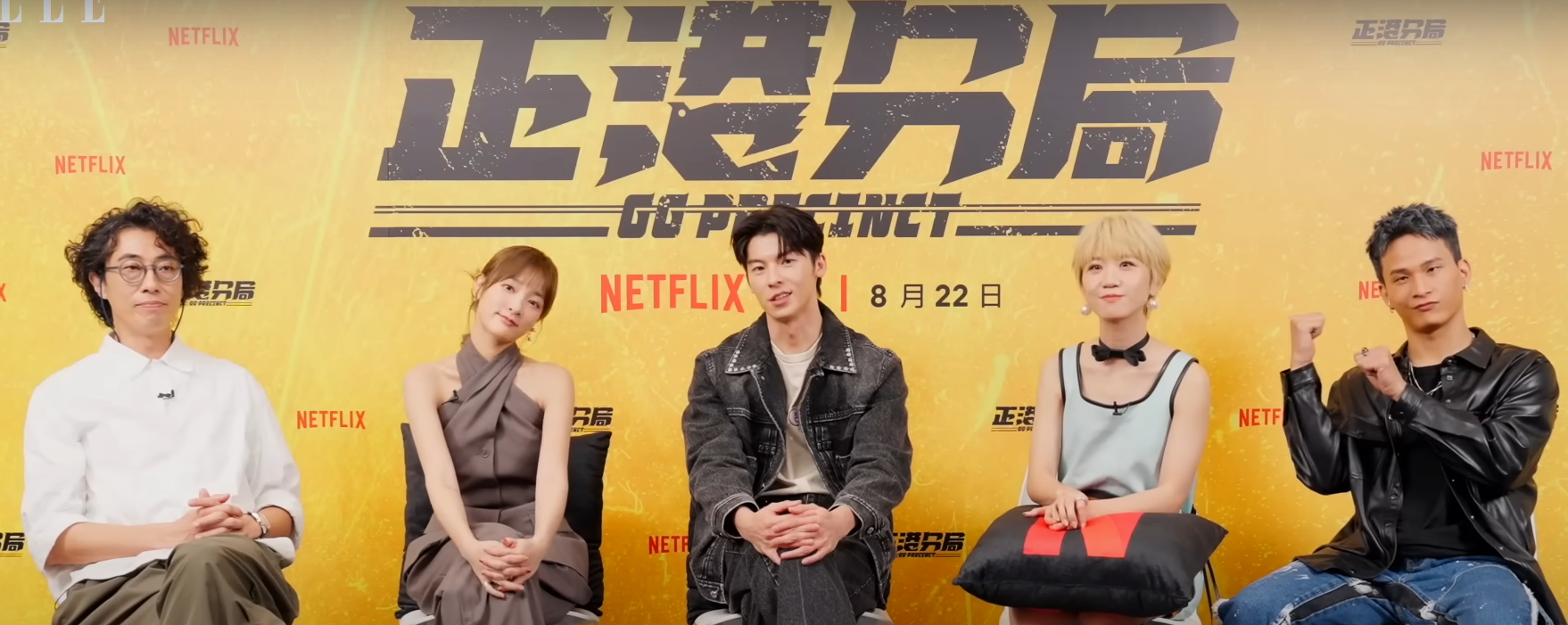
馬念先（左起）、王淨、許光漢、黃路梓茵、黃奇斌接受《Elle》訪問

2024年2月2日Netflix宣布影集於同年全球獨家上線。同年7月5日發布前導預告；同月15日宣布於2024年8月22日正式上線全6集。22日演員許光漢、王淨、馬念先、陳彥佐、黃路梓茵、黃奇斌、大鶴及導演程偉豪、殷振豪、監製金百倫出席影集啟動記者會，並發布正式前導預告。25日發布「小隊超殺版」海報及「角色篇」幕後花絮。8月2日演員許光漢、王淨、馬念先、陳彥佐、黃路梓茵、黃奇斌、大鶴及導演程偉豪、殷振豪、監製金百倫出席於臺北舉行的「正港小隊招募大會」。同月5日發布正式預告。9日發布「命案不單純版」海報。20日演員王淨、馬念先、陳彥佐、黃路梓茵、大鶴、邰智源、楊祐寧、阿部瑪莉亞、黃宣、泱泱及導演程偉豪、殷振豪、監製金百倫出席影集上線記者會，其後演員黃奇斌、謝坤達、KID及溫妮加入一同出席Netflix首次舉行的影集首兩集無障礙首映會。28日發布「製作篇」花絮。影集入圍第24屆首爾電視展（BCWW）的Showcase單元，監製金百倫、導演程偉豪與殷振豪於8月27至29日前往韓國首爾參與活動。9月26日監製金百倫、導演程偉豪與殷振豪出席於泰國曼谷舉行的「臺灣電影週」映後活動。10月24日於日本東京舉行的「臺灣電影週」放映。
Netflix於8月24、25日分別在臺北信義遠百A13及高雄駁二藝術特區大勇廣場，設置「正港分局」實境辦案戶外裝置體驗。

## 迴響
影集於Netflix上線首日空降臺灣本日TOP10節目排行第一名，其後於香港獲得第一名，並連續於臺灣本日節目排行蟬聯五天冠軍，此外亦進入泰國、越南及新加坡前十名。

## 獎項
| 單位                 | 日期          | 獎項            | 入圍者／作品    | 結果 | 參     |
| -------------------- | ------------- | --------------- | --------------- | ---- | ------ |
| 第6屆亞洲內容大獎    | 2024年10月6日 | 最佳OTT原創劇集 | 最佳OTT原創劇集 | 提名 | [ 32 ] |
| 第6屆亞洲內容大獎    | 2024年10月6日 | 最佳男主角      | 許光漢          | 提名 | [ 32 ] |
| 第20屆首爾國際電視節 | 2025年10月2日 | 最佳男演員      | 許光漢          | 待定 | [ 33 ] |

## 外部連結
- 正港分局的Facebook專頁
- 正港分局的Instagram帳戶
- 在Netflix上觀看《正港分局》
- 互联网电影数据库（IMDb）上《正港分局》的资料（英文）